# Frederick Christian Williams
Frederick Christian Williams, britanski general, * 1891, † 1970.